# Theodor Grotthuss
Freiherr Christian Johann Dietrich Theodor von Grotthuss (20 janvier 1785 à Leipzig - Gedučiai (lt) le 26 mars 1822) est un chimiste allemand.

## Biographie
Theodor Grotthuss étudie les sciences naturelles à Leipzig. Au cours d'un long séjour à Paris entre 1803 et 1805 il devient familier de la pile Volta. Il déménage ensuite en Italie (Naples puis Rome) entre 1805 et 1806. En 1807 Grotthuss retourne à Vilnius. Dès lors il souffre de dépression et d'une maladie héréditaire du pancréas. Incapable de continuer ses recherches scientifiques, il perd le goût de la vie et se suicide en 1822 à l'âge de 37 ans.

## Principaux travaux

### Mécanisme de transfert des protons
Quand Grotthuss commence à développer ses idées sur l'électrolyse, il n'a pas une vue exhaustive sur la littérature scientifique à ce sujet. Ceci fait qu'il est moins enclin à se rattacher aux idées de l'époque et qu'il a pu ainsi préparer une théorie différente, en se basant sur les rencontres qu'il fait durant ses deux années à Paris. Il assiste notamment aux cours de Claude-Louis Berthollet, Antoine-François Fourcroy, Louis-Nicolas Vauquelin, Louis Jacques Thénard et René Just Haüy. Il suit de même des cours pratiques sous la direction de Vauquelin et de Louis Joseph Gay-Lussac.
C'est au cours de son séjour en Italie qu'il fait ses principales recherches sur la décomposition électrolytique de l'eau en dioxygène et dihydrogène. À cette époque le concept de molécule n'est pas encore clairement défini, et dans sa communication il considère comme molécule la matière solubilisée et par particule la matière non dissoute. On peut donc s'apercevoir que sa description des molécules se rapproche du concept d'ion.

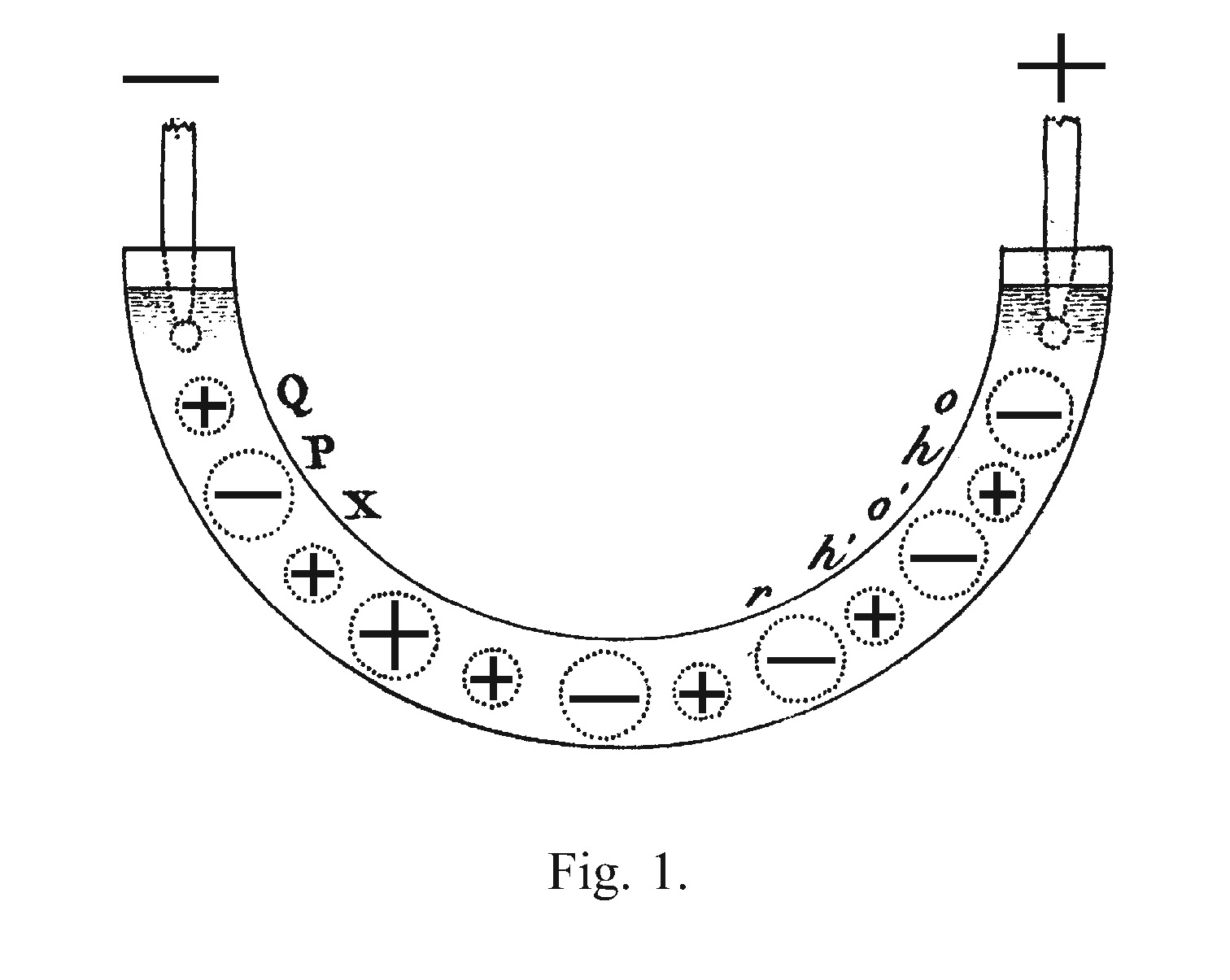
Mécanisme de Grotthuss

Il décrit que lors de l'électrolyse de l'eau, les molécules s'orientent en chaînes polarisées reliant les électrodes :

« Au moment qu’on établit un courant d’électricité galvanique dans cette eau, la polarité électrique se manifeste entre ses molécules élémentaires, de façon que celles-ci sembleront
constituer le complément pile en action »

— C. J. T. Grotthuss
Quelque quarante années plus tard, Michael Faraday développera son modèle des lignes de champ à partir de ce concept, qu'il reconnaît devoir son commencement à la lecture du travail de Grotthuss de 1806.
En 1819, Grotthuss élargit son concept. Il propose que même sans influence électrique, il existe toujours en solution un échange entre toutes les molécules d'eau, mais que ce phénomène spontané n'est pas détectable du fait de l'équilibre qui existe entre les forces électriques,,. Quand un potentiel électrique est appliqué dans la solution, cet équilibre est rompu, et l'effet électrochimique résultant décompose l'eau en dioxygène et dihydrogène. Cette idée prédit le concept d'ions, que Michael Faraday développera une quinzaine d'années plus tard avec les lois régissant l'électrolyse, ce qui sera donc la confirmation expérimentale des propositions de Grotthuss.

### Loi d'absorption photochimique
En 1817, il publie un traité sur l'action chimique de la lumière. Dans ce document il propose la loi d'absorption photochimique, qui est considérée comme l'une des deux lois de la photochimie. Cette proposition sera reprise et remise au goût du jour en 1842 par John William Draper.